# Покровский храм (Егорье)
Церковь Покрова Пресвятой Богородицы — утраченный православный храм в селе Егорье Бельского района Тверской области. Разрушен в советское время.
Рядом находится действующее кладбище.

## История
Деревянный храм в селе Егорье известен с 1634 года. Он не сохранился, а в 1791 году началось строительство каменного Покровского храма, завершённое в 1803 году.
В 1821 году в храме был устроен придел во имя Георгия Победоносца, в 1868 году — придел во имя Сергия Радонежского.
В 1858 году иконостас храма был вызолочен. В 1909 году здание церкви снаружи было выбелено, а крыша покрашена. В храме находились почитаемые иконы Знамения Пресвятой Богородицы и Всех Скорбящих Радость.
В 1937 году работники НКВД разграбили храм и убили священника отца Иаков (Леоновича). Во время Второй мировой войны храм сильно пострадал, и после войны его камень был разобран местными жителями на строительство печей для домов.